# Paso Mamuil Malal
Paso Mamuil Malal är ett bergspass i Argentina, på gränsen till Chile. Det ligger i den sydvästra delen av landet, 1 300 km väster om huvudstaden Buenos Aires. Paso Mamuil Malal ligger 1 203 meter över havet.
Terrängen runt Paso Mamuil Malal är kuperad norrut, men söderut är den bergig. Runt Paso Mamuil Malal är det mycket glesbefolkat, med 3 invånare per kvadratkilometer.. Det finns inga samhällen i närheten. 
Trakten runt Paso Mamuil Malal består i huvudsak av gräsmarker.